# Greatest Hits Vol. 2 (album, ABBA)
Greatest Hits Vol. 2 je druhé kompilační album švédské hudební skupiny ABBA, vydané v říjnu 1979, které se krylo s jejím koncertním turné po Severní Americe a Evropě. Po Voulez-Vous představovalo druhé album, které dosáhlo na první příčky hitparád v roce 1979 a obsahovalo nový singl Gimme! Gimme! Gimme! (A Man After Midnight) nahraný v srpnu 1979.
Album obsahuje skladby nahrané v období 1976–1979 z alb Arrival, The Album a Voulez-Vous a singl Summer Night City. Výjimkou je skladba Rock Me nahraná již v roce 1975 na albu ABBA.
Skladba Angeleyes byla na album přidána pro svůj předchozí úspěch ve formě singlu v britské hitparádě.
Album Greatest Hits Vol. 2 dosáhlo velkého úspěchu v Japonsku, kde se prodalo více než 920 000 kusů a stalo se tak nejlépe prodávajícím zahraničním albem vůbec, až do vydání desky Thriller Michaela Jacksona a soundtracku z filmu Flashdance, kterých se prodalo přes 1 milion kopií.
Greatest Hits Vol. 2  vyšlo na CD v roce 1983.

## Seznam skladeb
Všechny písně napsali a složili Benny Andersson & Björn Ulvaeus.

### Strana A
1. Gimme! Gimme! Gimme! (A Man After Midnight) – 4:51
2. Knowing Me, Knowing You – 4:01
3. Take a Chance on Me – 4:03
4. Money, Money, Money – 3:05
5. Rock Me – 3:05
6. Eagle – 5:53
7. Angeleyes – 4:20

### Strana B
1. Dancing Queen – 3:51
2. Does Your Mother Know – 3:13
3. Chiquitita – 5:26
4. Summer Night City – 3:34
5. I Wonder (Departure) – 4:32
6. The Name of the Game – 4:52
7. Thank You for the Music – 3:49

- Pomoc s texty k písním "Knowing Me, Knowing You", "Dancing Queen", "I Wonder (Departure)" a "The Name of the Game" Stig Anderson.

## Singly
1. Summer Night City/Medley (září 1978)
2. Gimme Gimme Gimme/The King Has Lost His Crown (říjen 1979)

## Obsazení
ABBA
- Benny Andersson – klávesové nástroje a syntezátory, piáno, zpěv, doprovodný zpěv
- Agnetha Fältskog – zpěv, doprovodný zpěv
- Anni-Frid Lyngstadová – zpěv, doprovodný zpěv
- Björn Ulvaeus – akustická a elektrická kytara, zpěv, doprovodný zpěv

Další obsazení
- Rolf Alex - bicí
- Ola Brunkert - bicí
- Lars Carlsson - trubka
- Christer Danielson - trubka
- Andrew Eijas - trubka
- Malando Gassama - perkuse
- Rutger Gunnarsson - basová kytara
- Gloria Lundell - harfa
- Roger Palm - bicí
- Halldor Palsson - saxofon
- Janne Schaffer - kytara
- Bengt Sundberg - trubka
- Åke Sundqvist - perkuse
- Mike Watson - basová kytara
- Lasse Wellander - kytara
- Gunnar Wenneborg - trubka
- Kajtek Wojciechowski - saxofon

## Produkce
- Producenti: Benny Andersson, Björn Ulvaeus
- Azanžmá: Benny Andersson, Björn Ulvaeus
- Inženýr: Michael Tretow

## Umístění v hitparádách
| Hitparády (1979-81)              | Pořadí | Týdnů |
| -------------------------------- | ------ | ----- |
| UK Albums Chart (top 100)        | 1      | 63    |
| Japonský Oricon CT (top 100)     | 1      | 57    |
| Japonský Oricon LP (top 100)     | 2      | 51    |
| Rakouská hitparáda (top 20)      | 2      | 34    |
| Novozélandská hitparáda (top 50) | 3      | 14    |
| Švédská hitparáda(top 50)        | 20     | 5     |
| Norská VG-lista (top 40)         | 25     | 4     |
| Americká Billboard 200           | 46     | —     |